# OGLE-2016-BLG-1190Lb

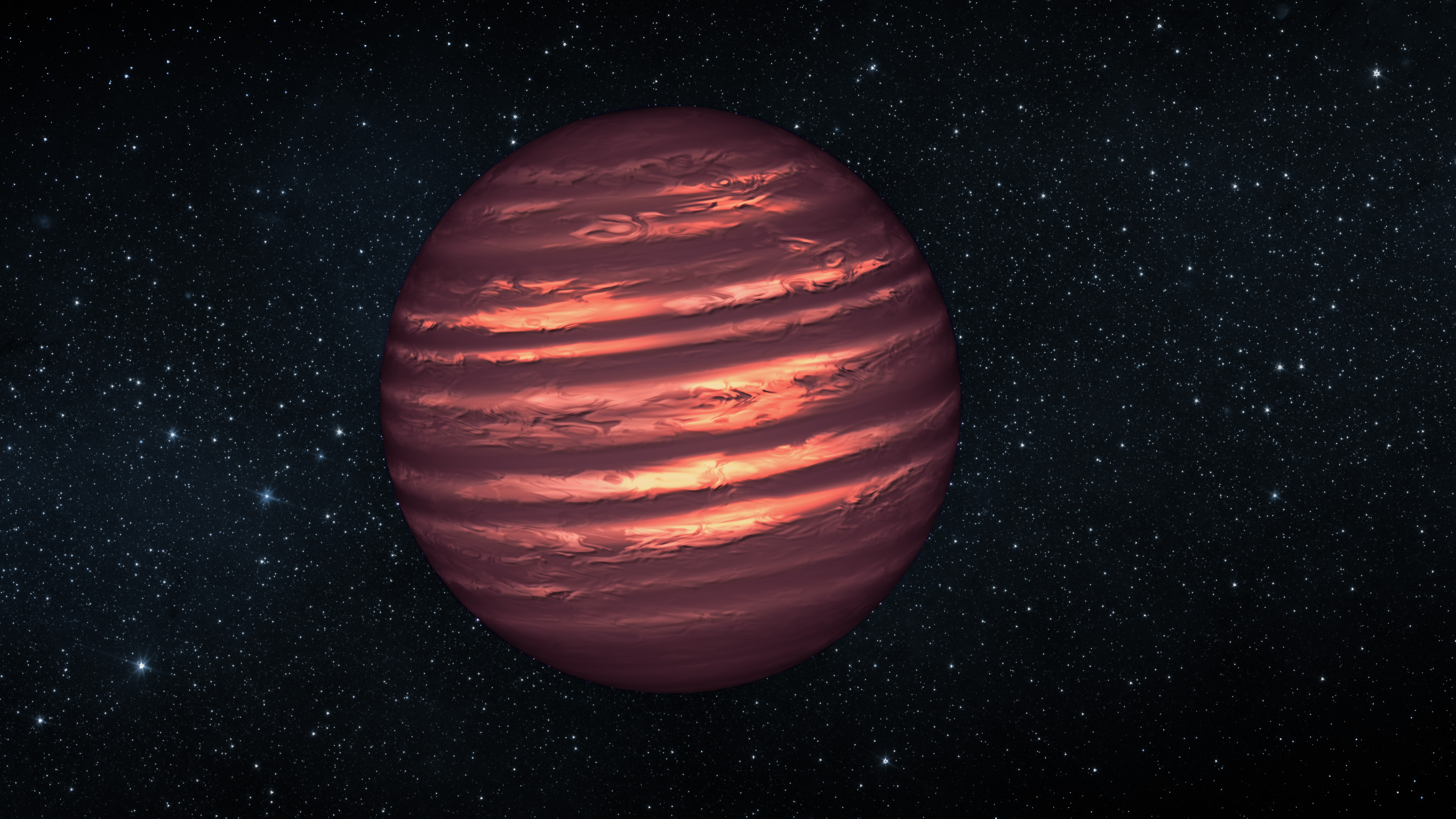

OGLE-2016-BLG-1190Lb는 궁수자리에 위치해 있으며, 22,000광년 떨어진 OGLE-2016-BLG-1190L를 도는 외계 행성이다. 목성질량의 약 13.4 배인 질량을 가진 거대한 외계 행성이거나, G형 왜성을 돌고 있는 OGLE-2016-BLG-1190L을 도는 작은 갈색 왜성이다.

## 발견
모항성은 OGLE (Optical Gravitational Lensing Experiment) 협업에 의해 2016년 6월에 발견되었다. 스피처 우주 망원경으로 미소중력렌즈 현상을 발견한 후 알아내었다. OGLE-2016-BLG-1190Lb는 우주 망원경으로 미소중력렌즈 현상으로 발견된 첫 외계 행성이다.

## 같이 보기
- OGLE-2005-BLG-169Lb
- OGLE-2005-BLG-390Lb
- OGLE-2016-BLG-1195Lb
- 광학 중력 렌즈 실험